# Gabriel Fail
Pour les articles homonymes, voir Fail (homonymie).
Gabriel Fail, né à Łódź (Pologne) le 17 décembre 1898 et mort le 25 décembre 1990 à Châlons-en-Champagne, est un psychiatre franco-polonais.

## Biographie
Outre des études publiées dans des revues spécialisées sur la sexualité ou la jalousie, il est en 1927 l'inventeur avec Paul Courbon du syndrome d’illusion de Frégoli.
Naturalisé français le 6 mars 1928, médecin chef de l’hôpital psychiatrique de Clermont-de-l'Oise (1938), il est déchu de la nationalité française par le régime de Vichy. Installé dans l'Isère, il rejoint la Résistance comme membre des FFI lors de la Seconde Guerre mondiale, 
Après la guerre, il dirige l'établissement public de santé mentale de Châlons-sur-Marne de 1956 à 1967.